# モモ (1986年の映画)
『モモ』（Momo）は、1986年の西ドイツ・イタリアのファンタジー映画。監督はヨハネス・シャーフ、出演はラドスト・ボーケルとジョン・ヒューストンなど。ミヒャエル・エンデによる同名の世界的ベストセラー小説『モモ』の映画化作品である。

## ストーリー
時間どろぼうとぬすまれた時間を人間にかえしてくれた女の子のふしぎな物語。

## キャスト
| 役名                 | 俳優                           | 日本語吹き替え | 日本語吹き替え |
| 役名                 | 俳優                           | DVD版          | VHS版          |
| -------------------- | ------------------------------ | -------------- | -------------- |
| モモ                 | ラドスト・ボーケル             | 小桜エツ子     | 渕崎ゆり子     |
| マイスター・ホラ     | ジョン・ヒューストン           | 村松康雄       | 大塚国夫       |
| ベッポ               | レオポルド・トリエステ         | 田原アルノ     | 奥村公延       |
| ジジ                 | ブルーノ・ストリ               | 後藤敦         | 古川登志夫     |
| エージェントBLW/553X | シルヴェスター・グロート       | 鳥畑洋人       | 江原正士       |
| ニコラ               | マリオ・アドルフ               | 木村雅史       | 神山卓三       |
| ミヒャエル・エンデ   | ミヒャエル・エンデ             |                |                |
| フージー             | フランセスコ・デローザ         |                | 牛山茂         |
| ニノ                 | ニネット・タヴォリ             | 奥田啓人       | 井上和彦       |
| 時間貯蓄銀行議長     | アーミン・ミューラー＝スタール | 稲葉実         | 藤木孝         |